# Bernardo Falqui Pes
Bernardo Falqui Pes (Ozieri, 24 dicembre 1788 – Cagliari, 27 febbraio 1864) è stato un politico italiano.